# Pleisztoanax spártai király
Pleisztoanax (görög betűkkel: Πλειστοάναξ, Kr. e. 5. század) spártai király, Pauszaniasz Agiada régens és hadvezér fia volt. Pleisztarkhosz| spártai király halálát követően ő örökölte az Agiada trónt. Kr. e. 446/445 körül hadjáratot vezetett Athén ellen, de amikor Periklész athéni sztratégosz megvesztegette, visszavonta csapatait. A hazatért királyt korruptnak nyilvánították és Árkádiába száműzték, a trónt ekkor fia, Pauszaniasz foglalta el.
Kr. e. 426-ban visszatért hazájába, és újra elfoglalta a spártai trónt. Ekkoriban már a békére törekedett Athénnal az időközben kirobbant peloponnészoszi háborúban, amely Kr. e. 431 – 404 között zajlott. Spárta képviseletében ő kötötte meg Kr. e. 421-ben a háborút átmenetileg lezáró Nikiasz-féle békét. Ugyanebben az évben sereget vezetett Dél-Árkádiába, Kr. e. 418-ban pedig hadaival támogatta királytársát, II. Agiszt az argosziakkal szemben.
Feltehetően Kr. e. 409-ben hunyt el, a trónon ismét fia követte.

## Lásd még
- Spárta királyainak listája